# Caboclo

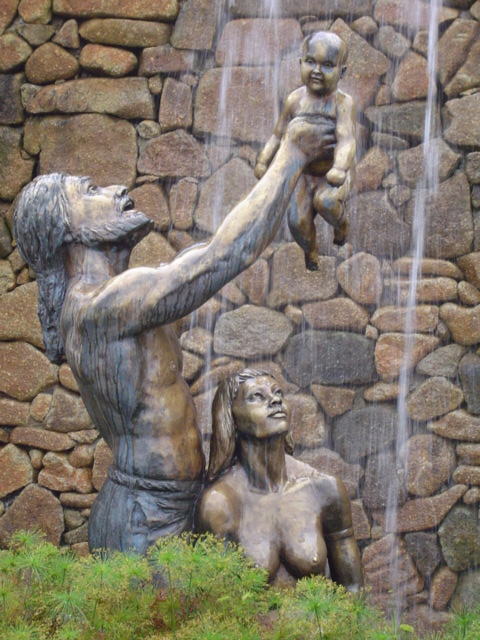
Estatua de Múrilo Sá Toledo en el Monumento a los Bandeirantes representando el nacimiento de un caboclo en Santana de Paraíba, Estado de São Paulo, Brasil.

Caboclo es el término utilizado en Brasil para designar al mestizo de blanco europeo con indígenas americanos.

## Etimología
El historiador brasileño Luís da Câmara Cascudo (1898-1986) defiende la forma caboco, sin la “l”, como la palabra que afirma derivar del tupí caa-boc, “el que viene de la floresta” o de kari’boca “hijo de hombre blanco”. Los términos cariboca y curiboca sirven para designar a los mestizos de caboclos con blancos europeos.
La palabra caboclo también puede ser sinónimo de Tapuiu, término despreciativo usado por determinados pueblos indígenas cuando se referían a individuos de otros grupos étnicos.
También es el nombre con el que se conocen varias entidades legendarias indígenas, o de manifestaciones religiosas, como el caboclo que se incorpora en los Ritos afrobrasileños de Candomblé de Caboclo, en la Macumba, en Batuque y en Umbanda.
El término caboclo suele utilizarse también para referirse a los pequeños grupos agricultores, generalmente familiares, de la región amazónica que se distinguen de los agricultores foráneos a esas regiones por los conocimientos de la flora local y hábitos alimenticios. Por este motivo suele presumirse que los caboclos conforman el grupo étnico-racial más numeroso de la región amazónica. Sin embargo, la cuantificación de personas que pueden considerarse caboclas es difícil debido a que dentro de la categorización étnico-racial utilizada por el Instituto Brasileño de Geografía y Estadísticas forman parte de la categoría de pardos que conforman el 46,7 % de la población del país y que se utiliza para personas con ascendencia étnico-racial compleja, incluyendo otras variantes de mestizaje como zambos y cafuzos.
En Brasil se celebra el «día del caboclo» el 24 de junio.